# Käpp, Bohuslän
Käpp är en sjö i Uddevalla kommun i Bohuslän och ingår i Bäveåns huvudavrinningsområde. Sjön är 5,5 meter djup, har en yta på 0,0724 kvadratkilometer och är belägen 60,2 meter över havet. Käppsjön ligger på Grindhultskasen mellan Grind och Kyrkesjön. De tre sjöarna ingick i en planerad kanal mellan Uddevalla och Vänersborg som dock inte har byggts.

## Delavrinningsområde
Käpp ingår i det delavrinningsområde (647461-128359) som SMHI kallar för Ovan Gundleboån. Medelhöjden är 90 meter över havet och ytan är 35,97 kvadratkilometer. Räknas de 2 avrinningsområdena uppströms in blir den ackumulerade arean 107,84 kvadratkilometer. Avrinningsområdets utflöde Bäveån (Risån) mynnar i havet. Avrinningsområdet består mestadels av skog (56 procent), öppen mark (14 procent) och jordbruk (21 procent). Avrinningsområdet har 0,9 kvadratkilometer vattenytor vilket ger det en sjöprocent på 2,5 procent.